# بدیا
ادویه جات بدیا یک شرکت تولیدکننده ادویه جات و گیاهان در آمریکا است که از سال ۱۹۶۷ فعالیت خود را آغاز کرد. محصولات این شرکت در دورال، فلوریدا، تولید می‌شوند.
این شرکت توسط خوزه بدیا، یک تبعیدی اهل کوبا تأسیس شد. وی پیش از آن مشغول تجارت سخت‌افزار در کوبا بود. در سال ۱۹۷۰ خوزه بدیا پسرش جوزف را برای مدیریت فعالیت‌های شرکت استخدام کرد و هم‌اکنون جوزف صاحب اکثریت و رئیس شرکت بدیا است.
امروزه ادویه جات بدیا بیش از ۱۲۰ محصول از جمله ادویه جات و گیاهان خام، ادویه جات مخلوط شده و فلفل قرمز را در سراسر ایالات متحده و بیش از ۷۰ کشور دیگر به فروش می‌رساند.